# Document numéro 9

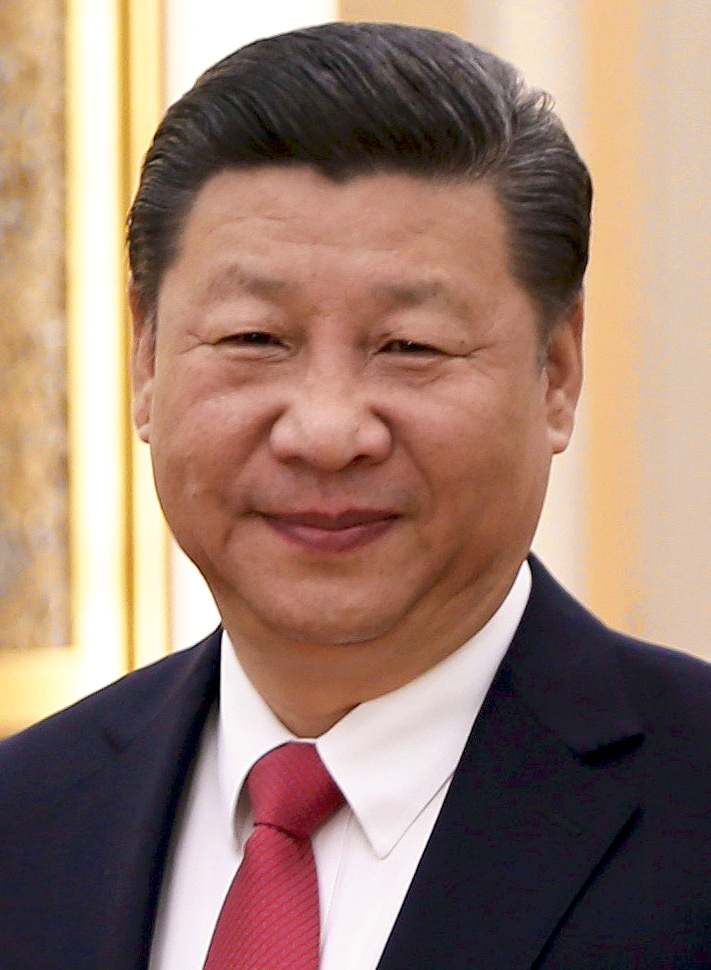
Le président chinois Xi Jinping, en mars 2017.

Le Document numéro 9, intitulé officiellement « De la situation dans la sphère idéologique »,  est une liste d’instructions du comité central à l'intention des cadres du Parti communiste chinois. Élaboré en juillet 2012, il s'agit de la liste des « sept périls » ou sept sujets qu'on ne discute pas (chinois : 七不講),  qui menaceraient la suprématie du Parti communiste. 

## Historique
Ce document a fait l'objet d'une diffusion restreinte au sein du Parti communiste. Cette liste est en premier exposé par Xüězhōng Zhāng, un enseignant de l'université de droit et des sciences politiques de l’Est de Chine en 2013 sur Sina Weibo et elle est confirmée par d'autres professeurs et enseignants des établissements chinois d'enseignement supérieur. 
Puis, il a été publié par la journaliste dissidente Gao Yu en avril 2013. À la suite de cette publication non autorisée, Gao Yu a été arrêtée en mai 2014 et jugée le 21 novembre pour « divulgation de secrets d'État ». En avril 2015, Gao Yu est condamnée, à une peine de sept ans de prison, pour avoir divulgué, à l'étranger, des « secrets d'État », à savoir le document numéro 9.
Le président Xi Jinping aurait approuvé le texte, qui s'oppose à « la démocratie et aux droits de l’homme ». Les points de vue contraires au Parti communiste chinois ou à sa ligne politique sont interdits et ne peuvent pas être publiés.
Ces sept sujets « qu'on ne discute pas » sont :
1. Les valeurs universelles ;
2. La liberté de la presse ;
3. La société civile ;
4. Les droits civiques ;
5. Les erreurs historiques du Parti communiste chinois ;
6. Le capitalisme de connivence au sein du pouvoir ;
7. L'indépendance judiciaire[6],[7].

Depuis la diffusion de ce « Document numéro 9 », la répression, contre les blogueurs et les internautes demandant une libéralisation politique, s'est intensifiée. Des militants du mouvement des nouveaux citoyens ont été arrêtés dont Wang Gongquan.

## Analyse
Ce « Document numéro 9 » permet à Xi Jinping de stopper, aussi bien au sein du Parti communiste que dans la société chinoise, les velléités de promouvoir une libéralisation du système politique.